# 陳大壯 (嘉靖己丑進士)
陳大壯（1504年—1551年），字子晉，號裕菴，河南河南府洛陽縣人，民籍，明朝政治人物。

## 生平
嘉靖七年（1528年）戊子科河南鄉試第一名舉人。嘉靖八年（1529年）联捷己丑科會試第一百九十二名，登第二甲第七十六名進士。授户部主事，监京畿粮储，督湖广漕运，以事贬扬州府泰州同知，兼署州篆，十五年升漢陽府同知。丁父忧归，服阕，补襄阳府同知，在任二年，升官至南京户部郎中，二十四年因病乞休。养病家居時，因房邸位于伊王府边，为了扩建王府，伊王朱典楧向其索取，大壮不肯，于是指使数十人至其家中，夺取其饮食，大壮病饿而死。

## 家族
曾祖陳善；祖父陳智，曾任衛知事；父陳龍，曾任訓導。母張氏。具庆下。兄陈大有，嘉靖七年同科举人。孫陈心传，万历二十九年进士。